# Fissenkenkopf
51°41′07″N 10°24′33″Ø / 51.68528°N 10.40917°Ø
Fissenkenkopf er en bakke nær Osterode, i Niedersachsen af Tyskland. Det ligger i Harzen og højden er 527 meter.